# 地球的課題の実験村構想具体化検討委員会
地球的課題の実験村構想具体化検討委員会（ちきゅうてきかだいのじっけんむらこうそうぐたいかけんとういいんかい）は、成田空港問題円卓会議での隅谷調査団所見に基づいて開催された委員会。

## 概要
成田空港問題円卓会議において、反対同盟がB、C滑走路の建設予定地を「地球的課題の実験村」として開放する提案を行い、「児孫のために自由を律す農的価値の回復を」で実験村の意義を発表した。そして国にB、C滑走路の建設を断念するよう要求した。円卓会議では構想の意義を高く評価し、円卓会議最終の所見においても運輸省に速やかに具体化のための検討を開始することが示された。なお、実験村予定地については、菅澤重矩多古町長（当時）や内田裕雄芝山町長（当時）からB、C滑走路の予定地への反対や、B、C滑走路の予定地に限定せずに周辺地域を広く含めてはどうかと提案がされた。
1995年1月24日に第1回の委員会が開催され、合計22回の委員会が開催された。座長は宇沢弘文（隅谷調査団団員）が務めた。議事録は非公開となっている。
1998年5月1日に開催された第22回の委員会で最終報告の「若い世代へ 農の世界から地球の未来を考える」が取りまとめられ、解散した。
その後、運輸省と空港公団では「エコ・エアポート基本構想」を発表している。
一方、最終報告で二期地区内での実験村の建設について触れられなかったことに反発する柳川秀夫世話人ら反対同盟（旧熱田派）の一部が、反対運動継続を表明してボランティア団体「地球的課題の実験村」を設立し、2024年春に活動を終了した。
宇沢は委員会において「三里塚農社」構想を提示して空港敷地の外で実験村の実現を目指し、政府側も候補地や財源まで内諾していたが、農民らが空港敷地内の条件を譲らなかったため実現しなかったといわれる。

## エコ・エアポート基本構想
エコ・エアポート基本構想は、地球的課題の実験村構想具体化検討委員会の結論を踏まえて新東京国際空港公団（現・成田国際空港株式会社）が1998年5月27日に発表した、環境問題への指針である。構想は「地球的視野に立った循環型の空港づくり」と「空港周辺地域の農業再生への協力」の2本の柱から成り立っている。
2005年3月に「エコ・エア ポート基本計画」を策定し、以後5年程度ごとに見直しを行っている。2011年4月に「エコ・エアポートビジョン2020」を、2016年4月に「エコ・エアポートビジョン 2030」を策定している。
また、「成田国際空港エコ・エアポート推進協議会」 も設置している。

## 地球的課題の実験村
地球的課題の実験村は、成田国際空港周辺の農民（反対同盟（旧熱田派））が中心となって活動していた農業に関するボランティア団体である。
「北総大地夕立計画」、「農と食 〜麦･大豆畑トラストと自前の種づくり〜」、「地域自立のエネルギー」の3つのプロジェクトで活動している。
木の根ペンションも活動に使用していた。
Webサイトは2017年3月で更新が停止していたが、2024年春に活動が終了していたことが判明した。